# Pływanie na Letnich Igrzyskach Olimpijskich 1968
Pływanie na Letnich Igrzyskach Olimpijskich 1968 w Meksyku rozgrywane było w dniach 17–26 października. W zawodach wzięło udział 468 pływaków, w tym 204 kobiet i 264 mężczyzn, z 51 krajów. Program zawodów pływackich w porównaniu z poprzednimi igrzyskami wzbogacił się o 11 konkurencji. Po raz pierwszy na igrzyskach olimpijskich wprowadzono maty dotykowe, które pozwalały zawodnikom samodzielnie zatrzymywać pomiar czasu.

## Klasyfikacja medalowa
| Miejsce | Państwo           | Złoto | Srebro | Brąz | Razem |
| ------- | ----------------- | ----- | ------ | ---- | ----- |
| 1.      | Stany Zjednoczone | 21    | 15     | 16   | 52    |
| 2.      | Australia         | 3     | 2      | 3    | 8     |
| 3.      | NRD               | 2     | 3      | 1    | 6     |
| 4.      | Jugosławia        | 1     | 1      | 0    | 2     |
| 5.      | Meksyk            | 1     | 0      | 1    | 2     |
| 6.      | Holandia          | 1     | 0      | 0    | 1     |
| 7.      | ZSRR              | 0     | 4      | 4    | 8     |
| 8.      | Kanada            | 0     | 3      | 1    | 4     |
| 9.      | Wielka Brytania   | 0     | 1      | 0    | 1     |
| 10.     | RFN               | 0     | 0      | 2    | 2     |
| 11.     | Francja           | 0     | 0      | 1    | 1     |
| Razem   | Razem             | 29    | 29     | 29   | 87    |

## Medaliści

### Mężczyźni
| Konkurencja:                          | Złoto: | Czas    | Srebro: | Czas    | Brąz: | Czas    |
| 100 m stylem dowolnym (szczegóły)     | Michael Wenden · Australia                                                                                           | 52,2    | Kenneth Walsh · Stany Zjednoczone                                                                             | 52,8    | Mark Spitz · Stany Zjednoczone                                                                                       | 53,0    |
| 200 m stylem dowolnym (szczegóły)     | Michael Wenden · Australia                                                                                           | 1:55,2  | Don Schollander · Stany Zjednoczone                                                                           | 1:55,8  | John Nelson · Stany Zjednoczone                                                                                      | 1:58,1  |
| 400 m stylem dowolnym (szczegóły)     | Mike Burton · Stany Zjednoczone                                                                                      | 4:09,0  | Ralph Hutton · Kanada                                                                                         | 4:11,7  | Alain Mosconi · Francja                                                                                              | 4:13,3  |
| 1500 m stylem dowolnym (szczegóły)    | Mike Burton · Stany Zjednoczone                                                                                      | 16:38,9 | John Kinsella · Stany Zjednoczone                                                                             | 16:57,3 | Greg Brough · Australia                                                                                              | 17:04,7 |
| 100 m stylem grzbietowym (szczegóły)  | Roland Matthes NRD                                                                                                   | 58,7    | Charles Hickcox · Stany Zjednoczone                                                                           | 1:00,2  | Ronnie Mills · Stany Zjednoczone                                                                                     | 1:00,5  |
| 200 m stylem grzbietowym (szczegóły)  | Roland Matthes NRD                                                                                                   | 2:09,6  | Mitch Ivey · Stany Zjednoczone                                                                                | 2:10,6  | Jack Horsley · Stany Zjednoczone                                                                                     | 2:10,9  |
| 100 m stylem klasycznym (szczegóły)   | Don McKenzie · Stany Zjednoczone                                                                                     | 1:07,7  | Władimir Kosinski · ZSRR                                                                                      | 1:08,0  | Nikołaj Pankin · ZSRR                                                                                                | 1:08,0  |
| 200 m stylem klasycznym (szczegóły)   | Felipe Muñoz · Meksyk                                                                                                | 2:28,7  | Władimir Kosinski · ZSRR                                                                                      | 2:29,2  | Brian Job · Stany Zjednoczone                                                                                        | 2:29,9  |
| 100 m stylem motylkowym (szczegóły)   | Douglas Russell · Stany Zjednoczone                                                                                  | 55,9    | Mark Spitz · Stany Zjednoczone                                                                                | 56,4    | Ross Wales · Stany Zjednoczone                                                                                       | 57,2    |
| 200 m stylem motylkowym (szczegóły)   | Carl Robie · Stany Zjednoczone                                                                                       | 2:08,7  | Martyn Woodroffe · Wielka Brytania                                                                            | 2:09,0  | John Ferris · Stany Zjednoczone                                                                                      | 2:09,3  |
| 200 m stylem zmiennym (szczegóły)     | Charles Hickcox · Stany Zjednoczone                                                                                  | 2:12,0  | Greg Buckingham · Stany Zjednoczone                                                                           | 2:13,0  | John Ferris · Stany Zjednoczone                                                                                      | 2:13,3  |
| 400 m stylem zmiennym (szczegóły)     | Charles Hickcox · Stany Zjednoczone                                                                                  | 4:48,4  | Gary Hall Sr. · Stany Zjednoczone                                                                             | 4:48,7  | Michael Holthaus RFN                                                                                                 | 2:13,3  |
| 4 × 100 m stylem dowolnym (szczegóły) | Stany Zjednoczone · Zachary Zorn (53,4) · Stephen Rerych (52,8) · Mark Spitz (52,7) · Kenneth Walsh (52,8)           | 3:31,7  | ZSRR · Siemion Belitz-Geiman (54,7) · Wiktor Mazanow (54,0) · Georgij Kulikow (52,9) · Leonid Iljiczow (52,6) | 3:34,2  | Australia · Greg Rogers (55,2) · Robert Cusack (54,1) · Bob Windle (53,7) · Michael Wenden (51,7)                    | 3:34,7  |
| 4 × 200 m stylem dowolnym (szczegóły) | Stany Zjednoczone · John Nelson (1:58,6) · Stephen Rerych (1:58,6) · Gary Ilman (2:00,5) · Don Schollander (1:54,6)  | 7:52,3  | Australia · Greg Rogers (1:59,8) · Graham White (1:59,9) · Bob Windle (1:59,7) · Michael Wenden (1:54,3)      | 7:53,7  | ZSRR · Władimir Bure (2:02,3) · Siemion Belitz-Geiman (2:01,2) · Georgij Kulikow (2:00,5) · Leonid Iljiczow (1:57,6) | 8:01,6  |
| 4 × 100 m stylem zmiennym (szczegóły) | Stany Zjednoczone · Charles Hickcox (1:00,4) · Don McKenzie (1:07,4) · Douglas Russell (55,0) · Kenneth Walsh (52,1) | 3:54,9  | NRD Roland Matthes (58,0) Egon Henninger (1:07,8) Horst-Günther Gregor (58,6) Frank Wiegand (53,1)            | 3:57,5  | ZSRR · Jurij Hromak (1:02,9) · Władimir Kosinskij (1:07,1) · Władimir Niemszyłow (58,0) · Leonid Iljiczow (52,7)     | 4:00,7  |

### Kobiety
| Konkurencja:                          | Złoto: | Czas   | Srebro: | Czas   | Brąz: | Czas   |
| 100 m stylem dowolnym (szczegóły)     | Jan Henne · Stany Zjednoczone                                                                                     | 1:00,0 | Susan Pedersen · Stany Zjednoczone                                                                              | 1:00,3 | Linda Gustavson · Stany Zjednoczone                                                                      | 1:00,3 |
| 200 m stylem dowolnym (szczegóły)     | Debbie Meyer · Stany Zjednoczone                                                                                  | 2:10,5 | Jan Henne · Stany Zjednoczone                                                                                   | 2:11,0 | Jane Barkman · Stany Zjednoczone                                                                         | 2:11,2 |
| 400 m stylem dowolnym (szczegóły)     | Debbie Meyer · Stany Zjednoczone                                                                                  | 4:31,8 | Linda Gustavson · Stany Zjednoczone                                                                             | 4:35,5 | Karen Moras · Australia                                                                                  | 4:37,0 |
| 800 m stylem dowolnym (szczegóły)     | Debbie Meyer · Stany Zjednoczone                                                                                  | 9:24,0 | Pam Kruse · Stany Zjednoczone                                                                                   | 9:35,7 | María Teresa Ramírez · Meksyk                                                                            | 9:38,5 |
| 100 m stylem grzbietowym (szczegóły)  | Kaye Hall · Stany Zjednoczone                                                                                     | 1:06,2 | Elaine Tanner · Kanada                                                                                          | 1:06,7 | Jane Swagerty · Stany Zjednoczone                                                                        | 1:08,1 |
| 200 m stylem grzbietowym (szczegóły)  | Lillian Watson · Stany Zjednoczone                                                                                | 2:24,8 | Elaine Tanner · Kanada                                                                                          | 2:27,4 | Kaye Hall · Stany Zjednoczone                                                                            | 2:28,9 |
| 100 m stylem klasycznym (szczegóły)   | Đurđica Bjedov · Jugosławia                                                                                       | 1:15,8 | Galina Prozumienszczikowa · ZSRR                                                                                | 1:15,9 | Sharon Wichman · Stany Zjednoczone                                                                       | 1:16,1 |
| 200 m stylem klasycznym (szczegóły)   | Sharon Wichman · Stany Zjednoczone                                                                                | 2:44,4 | Đurđica Bjedov · Jugosławia                                                                                     | 2:46,4 | Galina Prozumienszczikowa · ZSRR                                                                         | 2:47,0 |
| 100 m stylem motylkowym (szczegóły)   | Lyn McClements · Australia                                                                                        | 1:05,5 | Ellie Daniel · Stany Zjednoczone                                                                                | 1:05,8 | Susan Shields · Australia                                                                                | 1:06,2 |
| 200 m stylem motylkowym (szczegóły)   | Ada Kok · Holandia                                                                                                | 2:24,7 | Helga Lindner NRD                                                                                               | 2:24,8 | Ellie Daniel · Stany Zjednoczone                                                                         | 2:25,9 |
| 200 m stylem zmiennym (szczegóły)     | Claudia Kolb · Stany Zjednoczone                                                                                  | 2:24,7 | Susan Pedersen · Stany Zjednoczone                                                                              | 2:28,8 | Jan Henne · Stany Zjednoczone                                                                            | 2:31,4 |
| 400 m stylem zmiennym (szczegóły)     | Claudia Kolb · Stany Zjednoczone                                                                                  | 5:08,5 | Lynn Vidali · Stany Zjednoczone                                                                                 | 5:22,2 | Sabine Steinbach NRD                                                                                     | 5:25,3 |
| 4 × 100 m stylem dowolnym (szczegóły) | Stany Zjednoczone · Jane Barkman (1:01,2) · Linda Gustavson (1:00,5) · Susan Pedersen (1:01,3) · Jan Henne (59,5) | 4:02,5 | NRD Gabriele Wetzko (1:01,5) Roswitha Krause (1:01,6) Uta Schmuck (1:02,2) Gabriele Perthes (1:00,4)            | 4:05,7 | Kanada · Angela Coughlan (1:02,4) · Marilyn Corson (1:03,6) · Elaine Tanner (1:01,7) · Marion Lay (59,5) | 4:07,2 |
| 4 × 100 m stylem zmiennym (szczegóły) | Stany Zjednoczone · Kaye Hall (1:07,8) · Catie Ball (1:16,3) · Ellie Daniel (1:04,8) · Susan Pedersen (59,4)      | 4:28,3 | Australia · Lynne Watson (1:08,5) · Judy Playfair (1:15,9) · Lyn McClements (1:05,0) · Janet Steinbeck (1:00,6) | 4:30,0 | RFN Angelika Kraus (1:12,6) Uta Frommater (1:15,7) Heike Hustede (1:06,1) Heidemarie Reineck (1:02,0)    | 4:36,4 |